# Chankom
Chankom är en kommun i Mexiko.   Den ligger i delstaten Yucatán, i den östra delen av landet, 1 100 km öster om huvudstaden Mexico City. Antalet invånare är 4 464. Arean är 138 kvadratkilometer.
Terrängen i Chankom är mycket platt.
Följande samhällen finns i Chankom:
- Xcalak Dzonot
- Xkatún